# 대구시 남구·수성구
대구시 남구·수성구는 대한민국의 옛 국회의원 선거구이다. 당시 경상북도 대구시 남구와 수성구 지역을 관할했다.

## 역사
1980년 4월, 동구의 일부 지역이 수성구로 독립했다. 이에 제11대 국회의원 선거를 앞두고 기존의 대구시 동구·남구 선거구에서 신설된 수성구 지역과 남구 전 지역을 관할로 하는 대구시 남구·수성구 선거구가 신설되었다.
1981년 7월 1일을 기해 대구시가 대구직할시로 승격되면서 경상북도에서 분리되었다. 이에 제12대 국회의원 선거를 앞두고 남구·수성구 선거구로 개편되면서 폐지되었다.

## 역대 국회의원
| 선거   | 정당 | 정당       | 1위 의원 | 정당 | 정당       | 2위 의원 |
| ------ | ---- | ---------- | -------- | ---- | ---------- | -------- |
| 1981년 |      | 민주정의당 | 이치호   |      | 민주한국당 | 신진수   |

## 역대 선거 결과

### 대한민국 제11대 국회의원 선거
|  | 35.98% |

|  | 27.72% |

|  | 15.78% |

|  | 12.60% |

|  | 4.20% |

|  | 3.69% |